# 297-ма зенітна ракетна бригада (РФ)
297-ма зенітна ракетна бригада — зенітне ракетне з'єднання ППО Сухопутних військ Російської Федерації. Бригада дислокується у селі Леонідовка Пензенського району Пензенської області.
Умовне найменування — Військова частина № 02030 (в/ч 02030). Скорочене найменування — 297-а зрбр.
З'єднання знаходиться у складі 2-ї гвардійської загальновійськової армії Центрального військового округу.

## Історія
У березні 1977 року в місці постійної дислокації 177-го окремого зенітного ракетного полку у летовищі Веспрем Південної групи військ в Угорщині була сформована 297-а зенітна ракетна бригада під командуванням підполковника Капренко Миколи Андрійовича.
У цьому ж році бригада була направлена в Оренбурзький навчальний центр на перенавчання на зенітний ракетний комплекс Круг.
У травні місяці 1984 року з'єднання передислокувалося з міста Веспрема до іншого угорського міста Дунафьольдвар.
1990 року бригада була виведена зі складу Південної групи військ й перевезена з Угорщини до селища Алкіно-2 Чишмінського району Башкирії, де бригада увійшла до складу Приволзько-Уральського військового округу.
2002 року 297-ма зенітна ракетна бригада була переозброєна на комплекс Бук-М1. Перенавчання особового складу з'єднання проводилося в Оренбурзькому навчальному центрі з 5 липня по 10 жовтня 2002 року.
У травні 2007 року бригада несла бойове чергування по забезпеченню саміту «Росію в Євросоюз». У жовтні 2007 року з'єднання залучалося для проведення охоронних заходів щодо забезпечення святкування 450-річчя приєднання Башкирії до Росії.
У 2009 році бригада переозброєна на новий зенітний ракетний комплекс Бук-М2.
В 2022 бригада під час вторгнення на Україну перебувала у селі Новий Биків.

## Склад
- управління,
- 4 зенітні ракетні дивізіони зі своїми КП 9С510,
- станція підсвітки цілей й наведення ракет 9С36,
- станція виявлення й цілевказівки 9С18M1-3 "Купол-М1",
- взвод зв'язку,
- 3 зенітні ракетні батареї з 2 самохідними вогневими установками 9А317 й 1 пуско-заряжающею установкою 9А316 у кожній батареї,
- підрозділи технічного забезпечення й обслуговування.[2]

## Командири
Командири 297-ї зенітної ракетної бригади:
- полковник Мельяченко Семен Володимирович (1960—1965),
- підполковник Дебелий Петро Полікарпович (1965—1966),
- підполковник Омельяченко Дмитро Георгійович (1966—1967),
- полковник Колочай Дмитро Максимович (1967—1971),
- підполковник Литвинов Володимир Максимович (1971—1975),
- підполковник Карпенко Микола Андрійович (1975—1979),
- підполковник Дектярев В'ячеслав Дем'янович (1979—1982),
- полковник Сторчук Юрій Олексійович (1982—1986),
- полковник Корнєв Анатолій Семенович (1986—1987),
- полковник Волков Віктор Іванович (1987—1991),
- полковник Азаров Тимофій Михайлович (1991—1995),
- полковник Кольчевський Сергій Вікторович (1995—2005),
- полковник Бояринов Олександр Миколайович (2005—2010),
- полковник Золотов Олексій Юрійович (2010—2012),
- полковник Кукушкін Володимир Віталійович (2012—2013),
- полковник Миколаєнков Олексій Леонідович (з 2013 по 2019),
- полковник Поляков Володимир Миколайович (2019 — досі)

## Втрати
Із відкритих джерел відомо про деякі втрати бригади в російсько-українській війні:
| п/п | Прізвище, ім'я, по-батькові                                              | Звання  | Дата народження | Дата смерті |
| --- | ------------------------------------------------------------------------ | ------- | --------------- | ----------- |
| 1.  | Міхалкін Владислав Станіславович (рос. Михалкин Владислав Станиславович) | рядовий | 19.08.2000      | 08.03.2022  |